# Лаша (город)

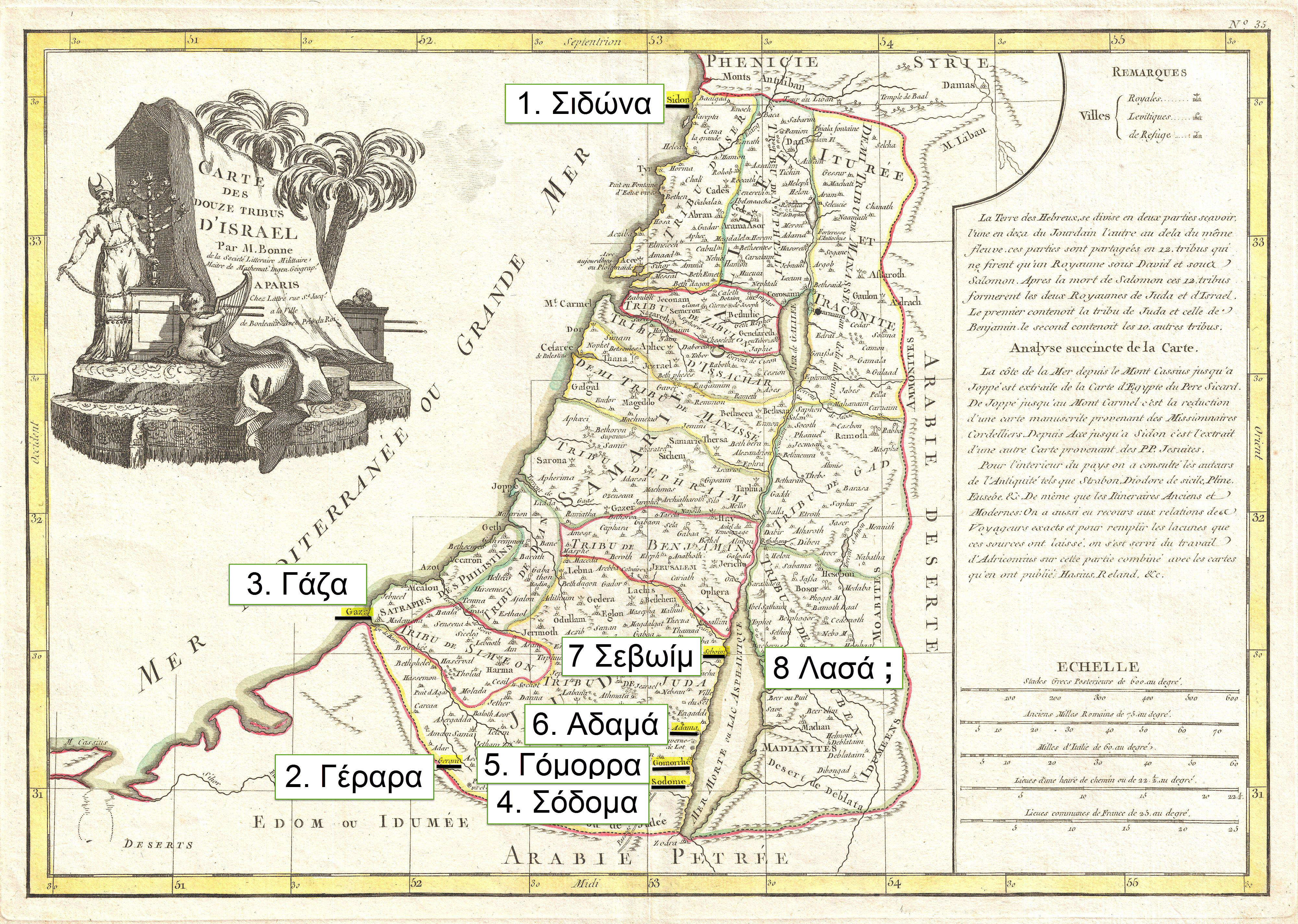
Места, упомянутые в Бытие 10.19 как пределы Хананеев

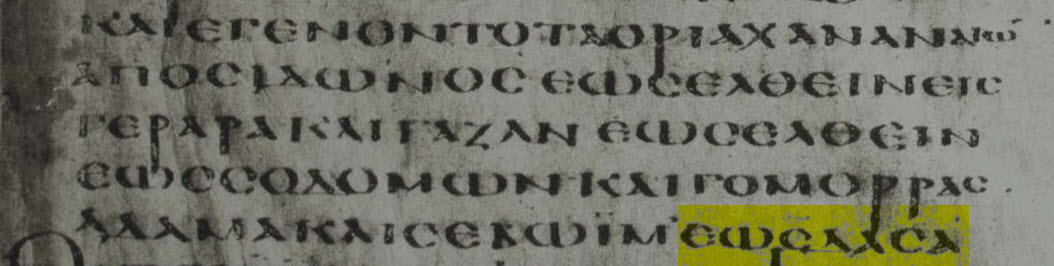
Александрийский кодекс, Книга Бытия 10 19, «ΕΩΣ ΔΑΣΑ» («ΕΩΣ ΛΑΣΑ»)

Лаша (правильнее Леша, др.-евр. לשע‬ — «трещина» или «родник», «источник»; в Септ. — Λασα) — название города или местности; упоминается в Библии только один раз (Быт. 10:19). Город находился на границе области, населённой хананеями. Согласно «Ономастикону» Иеронима (IV век), город располагался восточнее Мёртвого моря и позже назывался Каллирое, в свою очередь отождествлявшийся с городом Цереф-Шахар.
По другим толкованиям Лашу отождествляют с Лахисом.

И были пределы Хананеев от Сидона к Герару до Газы, отсюда к Содому, Гоморре, Адме и Цевоиму до Лаши.

## Ласа
В тексте Септуагинты слово «Лаша» транскрибировано по правилам греческой фонетики и читается как «Ласа».

## Даса
В церковнославянском тексте Библии местность «Лаша» переведена как «Даса»:

и быша пределы Хананейстии от Сидона даже приити до Герара и Газы, идуще даже до Содома и Гоморры, до Адамы и Севоима, даже до Даса.